# Tear Gas Squad
Tear Gas Squad é um filme de drama estadunidense dirigido por Terry O. Morse e estrelado por Dennis Morgan, John Payne e Gloria Dickson. Foi lançado em 4 de maio de 1940 pela Warner Bros. Pictures.

## Elenco
- Dennis Morgan como Tommy McCabe
- John Payne como Bill Morrissey
- Gloria Dickson como Jerry Sullivan
- George Reeves como Joe McCabe
- Frank Wilcox como Sargento Crump
- Herbert Anderson como Pliny Jones
- Julie Stevens como Lois
- Harry Shannon como Tenente Sullivan
- Mary Gordon como Sra. Sullivan
- William Gould como Capt. Henderson
- John Hamilton como Chefe Ferris
- Edgar Buchanan como primo Andy
- Dick Rich como primo Pat
- William Hopper como George (como DeWolf Hopper)
- Adrian Morris como Crusty, o Hit-Man

## Recepção
No The New York Times, Bosley Crowther escreveu: "Tear Gas Squad, não é o tipo de propaganda para inspirar confiança nos guardiões da paz pública, nem, aliás, em sua trama altamente improvável... se o filme é duvidoso como homenagem à polícia, mais ainda como entretenimento”.